# Природна зона
| Наземні природні зони, класифіковані за типами рослинності |                                                                                           |
| Льодовики й полярні пустелі Тундра Тайга Мішані ліси       | Степи й лісостепи Вологі субтропічні ліси Середземноморські субтропічні ліси Мусонні ліси |
| Напівпустелі Пустелі                                       | Напівпустелі Лісосавани Перемінно-вологі ліси Вологі тропічні ліси                        |
| Високогірні альпійські луки Високогірні ліси               |                                                                                           |

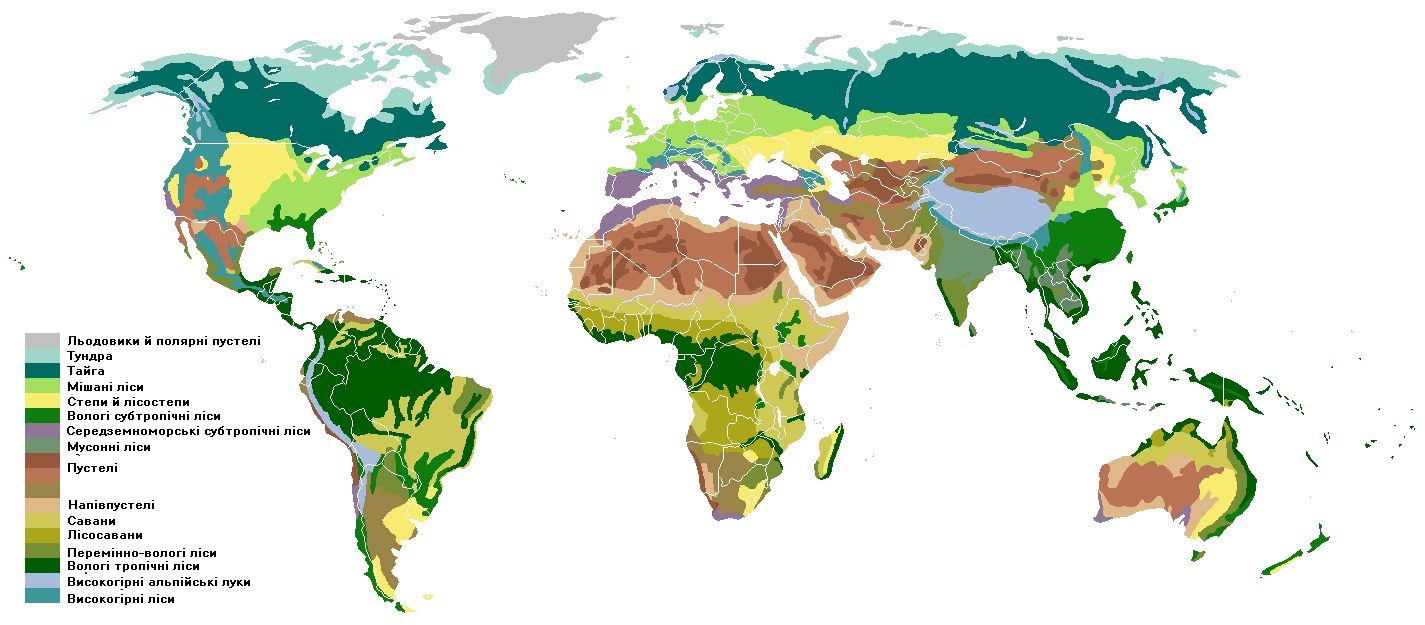
Карта природних зон

Приро́дна зо́на, фізико-географічна зона — частина географічного поясу з однорідними кліматичними умовами. Вона є частиною природної країни. На рівнинних територіях зони зберігають широтне або близьке до нього простягання, тобто змінюються від екватора до полюсів (широтна зональність) і від океанів углиб континентів (довготна зональність). Мають близькі умови температур і зволоження, що визначають однорідні ґрунти, рослинність, тваринний світ і інші компоненти природного середовища. Природні зони виражені на суші і в океані, де проявляються менш чітко. Зміна природних зон у горах називається висотною поясністю.
Природні умови кожної з них мають свої відмінності, які залежать від широти місця, співвідношення тепла і вологи, циркулярної атмосфери. Типові в межах зони гідрологічні й теплові умови є вирішальним чинником формування ґрунтів певних типів, рослинності й тваринного світу. Загальні особливості природних умов враховуються в сільськогосподарському виробництві, лісовому господарстві, містобудуванні, під час проєктування інженерно-меліоративних і природоохоронних заходів, планування місць відпочинку.
Природні зони беруть свою назву від рослинності, властивої їм, і інших географічних особливостей.
Природні зони — один із щаблів фізико-географічного районування. Основною ознакою природної зони є переважання в її межах певного типу ландшафтів. У межах зони по перевазі ландшафтів того або іншого типу виділяються фізико-географічні підзони.

## Вологі екваторіальні ліси
Вологі екваторіальні ліси ростуть в екваторіальному кліматичному поясі, утворюючи три окремі масиви — в Південній Америці (сельваси), Африці, Азії. Ця природна зона вирізняється найбільшою на земній кулі видовою різноманітністю царства рослин і багатим тваринним світом. Дерева ростуть кількома ярусами. Гілки і стовбури дерев перевиті ліанами — рослинами з гнучким, витким дуже довгим (іноді понад 100 м) стеблом. На них, а також стовбурах і гілках дерев, оселяються рослини-паразити та епіфіти. Висока вологість повітря дозволяє їм поглинати воду прямо з повітря. Для цього вони мають повітряні корені (орхідеї). Екваторіальні вологі ліси вічнозелені, тобто рослини не скидають одночасно все листя.
Ґрунти — червоно-жовті фералітні. В жаркому і вологому кліматі відмерлі рештки рослин дуже швидко перегнивають. Густі корені рослин, розташовані біля самої поверхні, швидко поглинають поживні речовини. Залишки поживних речовин щоденними зливами вимиваються вглиб землі. Тому ці ґрунти малородючі.
Температура +24-+28 градусів за цельсієм . Опади більше 2000 міліметрів на рік, а на узбережжі понад 10000 міліметрів на рік
В екваторіальних лісах живуть тварини, які здатні лазити по деревах і живитися їхнім листям і плодами. Це — комахи, різні птахи, мавпи, змії і ящірки. Найбільшим хижаком є леопард.

## Савани
Савани — природна зона, де панують трави. Серед них ростуть поодинокі дерева або групи дерев. Савани поширені в субекваторіальному кліматичному поясі, де розрізняють два сезони — вологе літо і суху зиму. Трави, здебільшого злаки (слонова трава, бородач), влітку ростуть заввишки до 5 м. Поширені акації і колючі чагарники. Взимку трави висихають, а дерева скидають листя. Щоб перебути сухий сезон пляшкове дерево і баобаб запасають вологу у своїх потужних стовбурах. А евкаліпт розвертає листя ребром до сонячних променів, щоб зменшити випаровування води з їхньої поверхні. В савані поширені червоно-бурі ґрунти, родючий шар яких легко вимивається в період дощів. Тваринний світ саван надзвичайно багатий. Насамперед, дуже різноманітні травоїдні: антилопи, жирафи, зебри, буйволи, слони, бегемоти, носороги. Серед хижаків поширені леви, леопарди, гепарди, гієни, шакали. Багато мавп. Водяться найбільші птахи — страуси. З репрезентативних комах — муха цеце і терміти.
Вдень температура становить +31, а вечері падає до +27 градусів.
Ґрунт: червоний та червоно-бурий.
Савани розташовані у субекваторіальних кліматичних поясах (а в Південній півкулі — ще й у тропічному).

## Тропічні пустелі і напівпустелі
Це природні зони з різкою нестачею вологи і розрідженим рослинним покривом. Кількість опадів не перевищує 200 мм на рік. В залежності від розташування є пустелі тропічних і помірних широт. Розрізняють також внутрішньоматерикові і берегові пустелі. Тропічні пустелі поширені в тропічному поясі, де впродовж року панує сухе тропічне континентальне повітря. Вони вирізняються винятковою посушливістю. Внаслідок сильних добових перепадів температури повітря гірські породи там швидко руйнуються. Величезні простори вкриті щебенем або сипучими пісками, які вільно переміщуються вітром. В пустелях дуже мало органічних решток рослин і води, тому ґрунти дуже бідні або взагалі не утворюються. Там немає поверхневих вод.
На перший погляд пустеля виглядає неживою. Проте її тваринний світ багатший за рослинність. Там живуть дрібні комахи, якими живляться павуки, скорпіони, ящірки, птахи. Ними, своєю чергою, живляться нічні хижаки — шакал, смугаста гієна, лисиця фенек. Головна умова життя в пустелі — здатність захиститися від перегрівання і тривалий час обходитися без води. Комахи і плазуни ховаючись від спеки, зариваються в пісок. Антилопи і газелі здатні пробігати великі відстані у пошуках води. В пустелях є оази — ділянки з багатою рослинністю, де ростуть фінікова пальма, акації та насаджені фруктові дерева. Оази виникають завдяки природному або штучному зволоженню, зумовленого близькістю річки або підземних вод.
Середня температура взимку становить 12-23 °C.
Ґрунти пустель примітивні, часто це просто кори вивітрювання: вапнякові, гіпсові, сульфатні, кремнієві. Іноді зустрічаються бідні на гумус сіроземні грунти.
Тропічні пустелі поширені в тропічному поясі.

## Степи й лісостепи

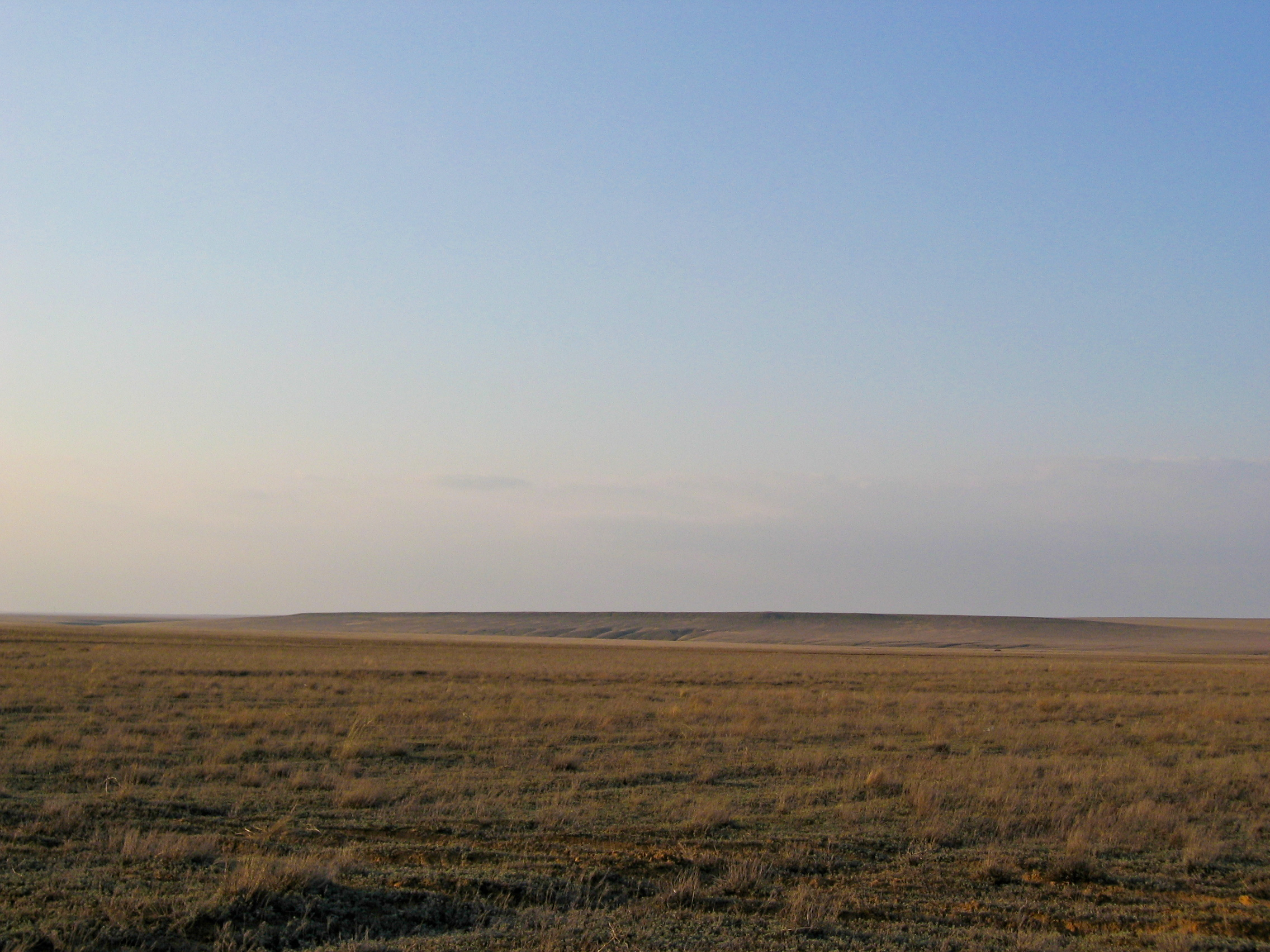
Казахський степ

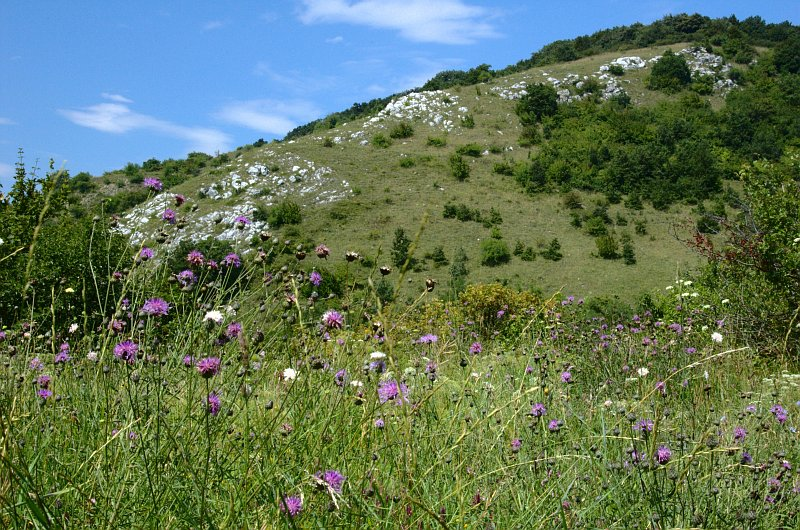
Девінський лісостеп, Словаччина

Це — безліса зона помірного поясу. Натомість степи мають багатий трав'яний покрив. Серед трав переважають злаки — ковила, типчак, тонконіг. Під пишною рослинністю, яка щорічно відмирає і утворює багато органічних решток, утворилися родючі ґрунти — чорноземи і каштанові. Тварини — здебільшого гризуни: ховрах, тушканчик, хом'як. Внаслідок суворої зими більшість гризунів, які живуть у норах, впадають у сплячку. Є також степовий тхір, борсук та лисиця. Багато степових птахів: дрохва, сіра куріпка, жайворонок, степовий орел. Поширені степова гадюка, полоз.
Середня температура січня становить на заході −4 °C, на сході −8 °C, а липня — відповідно +16 і +22 °C.
У ґрунтовому покриві лісостепу переважають різні види чорноземів (типові та опідзолені) та сірі лісові ґрунти.

## Мішані й широколистяні ліси

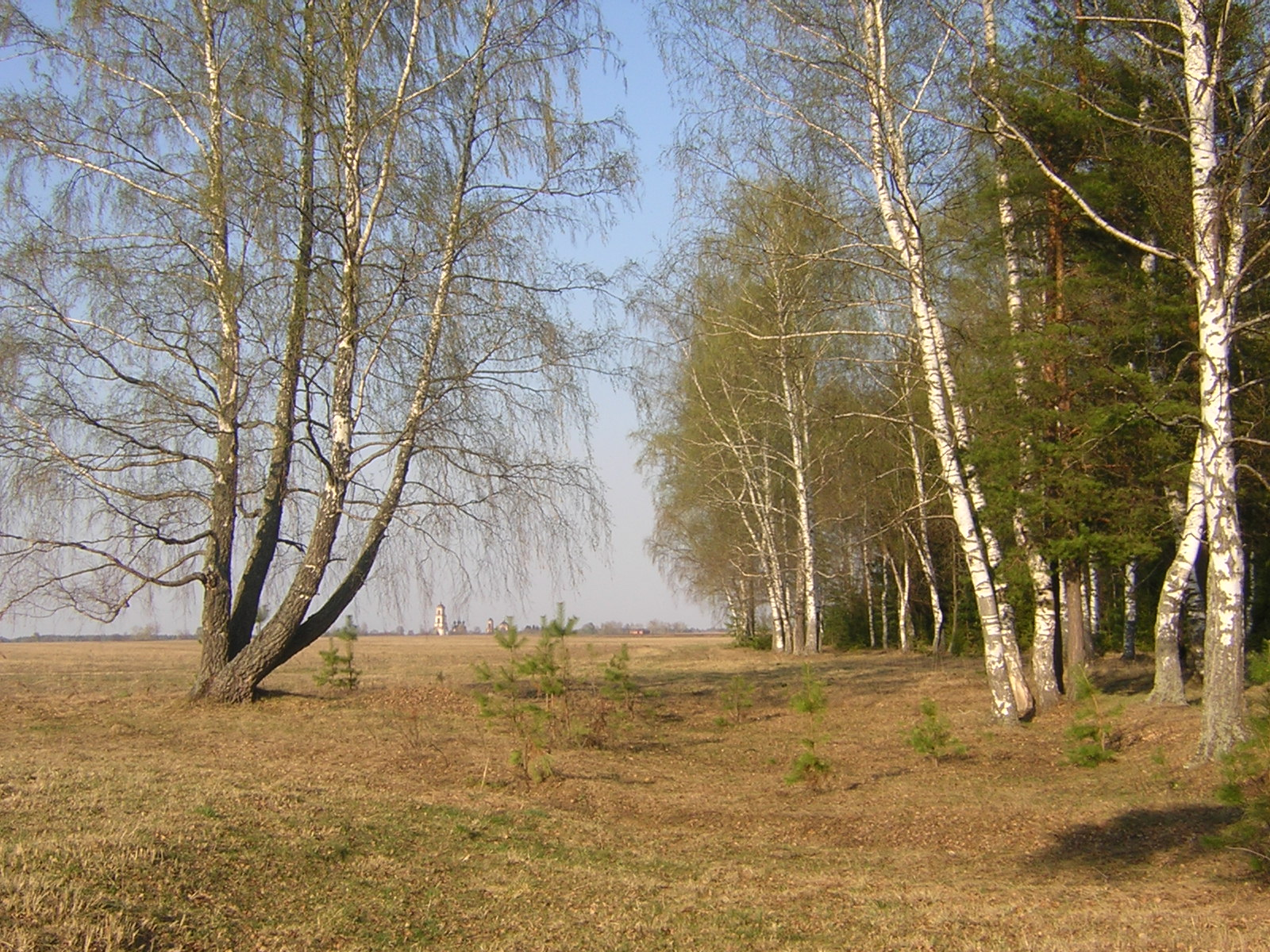
Мішаний ліс

Природна зона поширена в помірних широтах Євразії і в Північній Америці. Широколистяні ліси, що ростуть в Європі, утворені дубом, буком, грабом, липою, кленом. У Північній Америці до них додаються в'яз, тюльпанове дерево. Широколисті ліси є листопадними і щорічно на зиму скидають листя. У мішаних лісах поєднуються листяні і хвойні (ялина, сосна) породи дерев. В лісах водиться багато тварин: лось, благородний олень, козуля, кабан, вовк, борсук, лісова куниця, заєць, вивірка. З птахів звичайні дятел, синиця, дрізд, зяблик, тетерук. Ґрунти- дерново-підзолисті.

## Тайга
Зона хвойних лісів займає північну частину помірного поясу. Там тривала сувора зима і помірно тепле літо. Сніговий покрив лежить 200 днів на рік. Територія заболочена. Ґрунти — підзолисті і торф'яно-болотні. Ростуть хвойні ліси з ялини, ялиці, сосни. До них додаються дрібно-листяні породи — береза і осика. Тваринний світ різноманітний: лось, бурий ведмідь, вовк, лисиця, лісова куниця, тхір, ласка, заєць-біляк, вивірка. Багато птахів. Поширені комахи-кровососи: комарі, мошки.

## Тундра і лісотундра
Безліса природна зона, що простягається в субарктичному поясі. Клімат там суворий з тривалою холодною зимою (-30…-40 °C) і коротким прохолодним (до +10 °C) літом. Внаслідок промерзання ґрунтів і гірських порід утворюється багаторічна мерзлота. Через брак тепла і достатньої кількості вільної вологи дерева в тундрі не ростуть. Там поширені мохи і лишайники, осоки, брусниця, карликова береза, чагарникова вільха. Рослини низькорослі, стеляться землею, схиляючись від сильних вітрів. Серед тварин поширені північний олень, песець, лемінг, біла куріпка, полярна сова. Багато водоплавних птахів: гуси, качки, лебеді, гагари. Ґрунти тундри бідні на перегній. Опадів — 400 мм на рік. Тундрові глейові ґрунти.

## Полярні пустелі
Це зона льодяних пустель, що поширена на островах Північного Льодовитого океану. Там панує суворий арктичний клімат. Сніговий покрив тримається 300 днів на рік. На невеликій глибині знаходиться багаторічна мерзлота. Вона охолоджує ґрунт, перешкоджає просочуванню поверхневих вод і сприяє заболочуванню. Рослинність і тваринний світ дуже бідні. Під час короткого холодного літа з'являються поодинокі лишайники, мохи, арктичний мак, куріпкова трава. Життя тварин пов'язане з морем, з якого вони добувають їжу. Тут живуть північний олень, білий ведмідь, песець, лемінг. Влітку гніздяться чайки, чорнодзьобі казарки. Опадів — 200 мм на рік.

## Природні зони України
У межах рівнинної частини України виділяють три зони:
- мішаних хвойно-широколистих лісів;
- лісостепу;
- степу.

Їх природні умови значно змінено господарською діяльністю людини. Межі цих зон можна визначити за поширенням ґрунтів та рослинного покриву.